# Rathaus zum Äusseren Stand

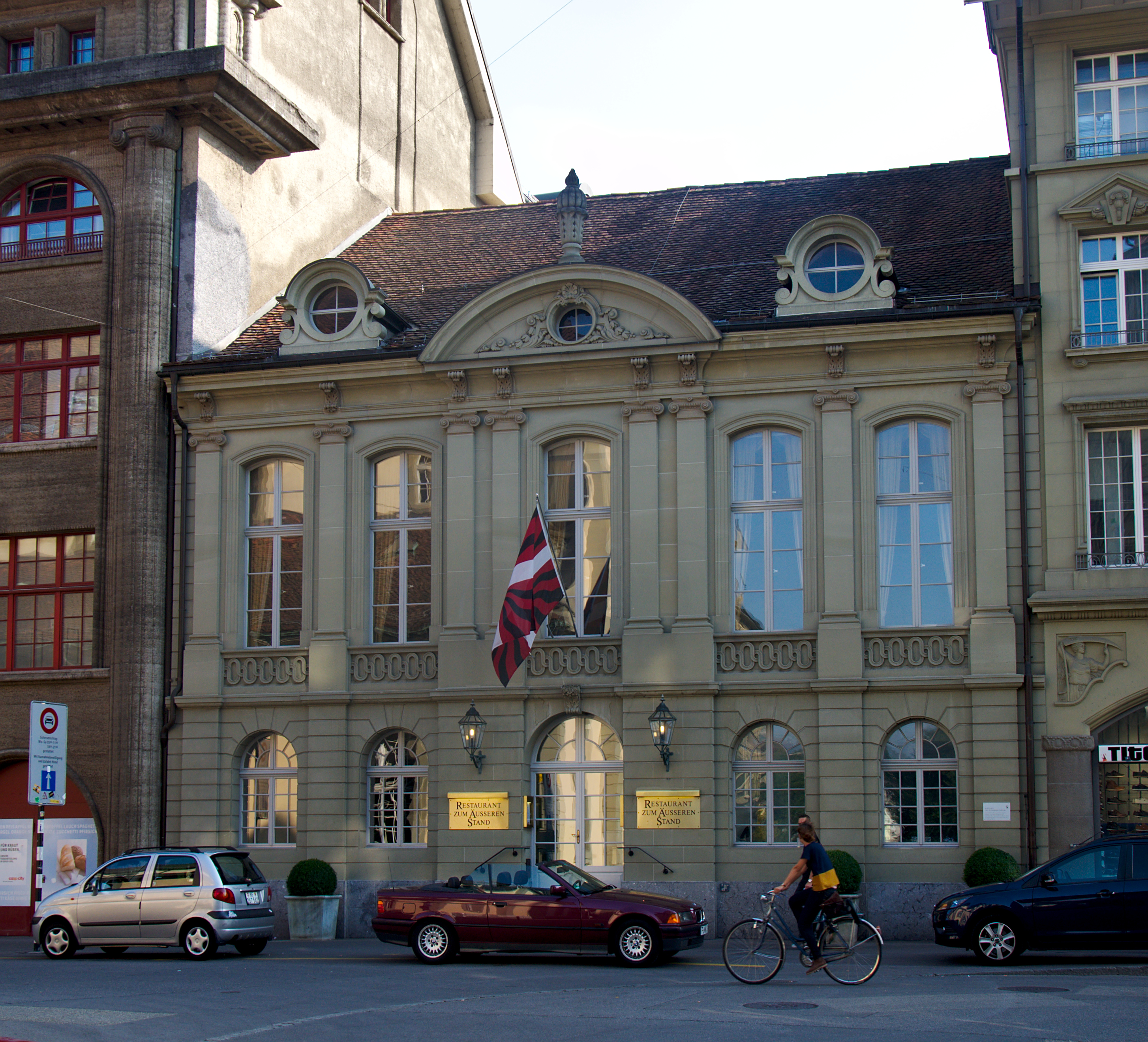
Das Rathaus zum Äusseren Stand (2012)

Das Rathaus zum Äusseren Stand (um 1880)

Das Rathaus zum Äusseren Stand ist ein historisches Gebäude an der Zeughausgasse in der Altstadt von Bern.

## Geschichte
Es wurde vor 1731 im Auftrag des Äusseren Standes, einer zeremoniellen Gesellschaft, errichtet. 1798 wurde der Äussere Stand aufgelöst, doch das Gebäude diente weiterhin als Versammlungssaal: 1799 dem Helvetischen Senat, 1804 bis 1847 der Tagsatzung (welche hier 1848 die erste Schweizer Bundesverfassung beschloss), 1848 bis 1858 dem Ständerat und 1850 bis 1900 dem bernischen Schwurgericht.
Im 1817 im Empire-Stil umgebauten Saal wurde 1831 die erste bernische Staatsverfassung ausgearbeitet und unterzeichnet, 1874 wurde der Weltpostverein gegründet, und 1903 bis 1934 beherbergte er das Schweizerische Alpine Museum. 1904 ging das Haus in Privatbesitz über und ab 1934 diente der grosse Saal als Verkaufslokal.  
1979 wurde die Stiftung Rathaus des Äusseren Standes ins Leben gerufen. Träger waren die Eidgenossenschaft, der Kanton Bern, die Stadt Bern, die Burgergemeinde Bern, die Post sowie private Institutionen, Gesellschaften und Personen. Die Stiftung setzte ihr Ziel, das Rathaus des Äusseren Standes zu restaurieren und der Öffentlichkeit zugänglich zu machen, mit der grossen Renovation 1980–82 in die Tat um. 
Ab 1990 wurde das Haus zum Restaurant und kann seither wieder für Versammlungen genutzt werden. 1995 präsentierte der Bundesrat hier die neuste Revision der Bundesverfassung. 
Per 1. Juni 2025 wurde das Restaurant mangels Kundschaft geschlossen, es bleibt nur die Nutzung als Veranstaltungsort.